# 愛媛県道139号飯岡玉津線
愛媛県道139号飯岡玉津線（えひめけんどう139ごう いいおかたまづせん）は、愛媛県西条市を通る一般県道である。

## 概要
西条市飯岡から西条市玉津に至る。

### 路線データ
- 起点：西条市飯岡（国道11号交点）
- 終点：西条市玉津（玉津橋南交差点）
- 総延長：約3 km

## 地理

### 通過する自治体
- 西条市

### 交差する道路
| 交差する道路            | 交差する場所 | 交差する場所 |
| ----------------------- | ------------ | ------------ |
| 国道11号 国道192号 重複 | 飯岡         | 起点         |

### 交差する鉄道
- 予讃線

### 沿線
- 西条市立飯岡小学校（起点付近）
- 西条市立西条東中学校
- 西条市立玉津小学校